# Ossuarium

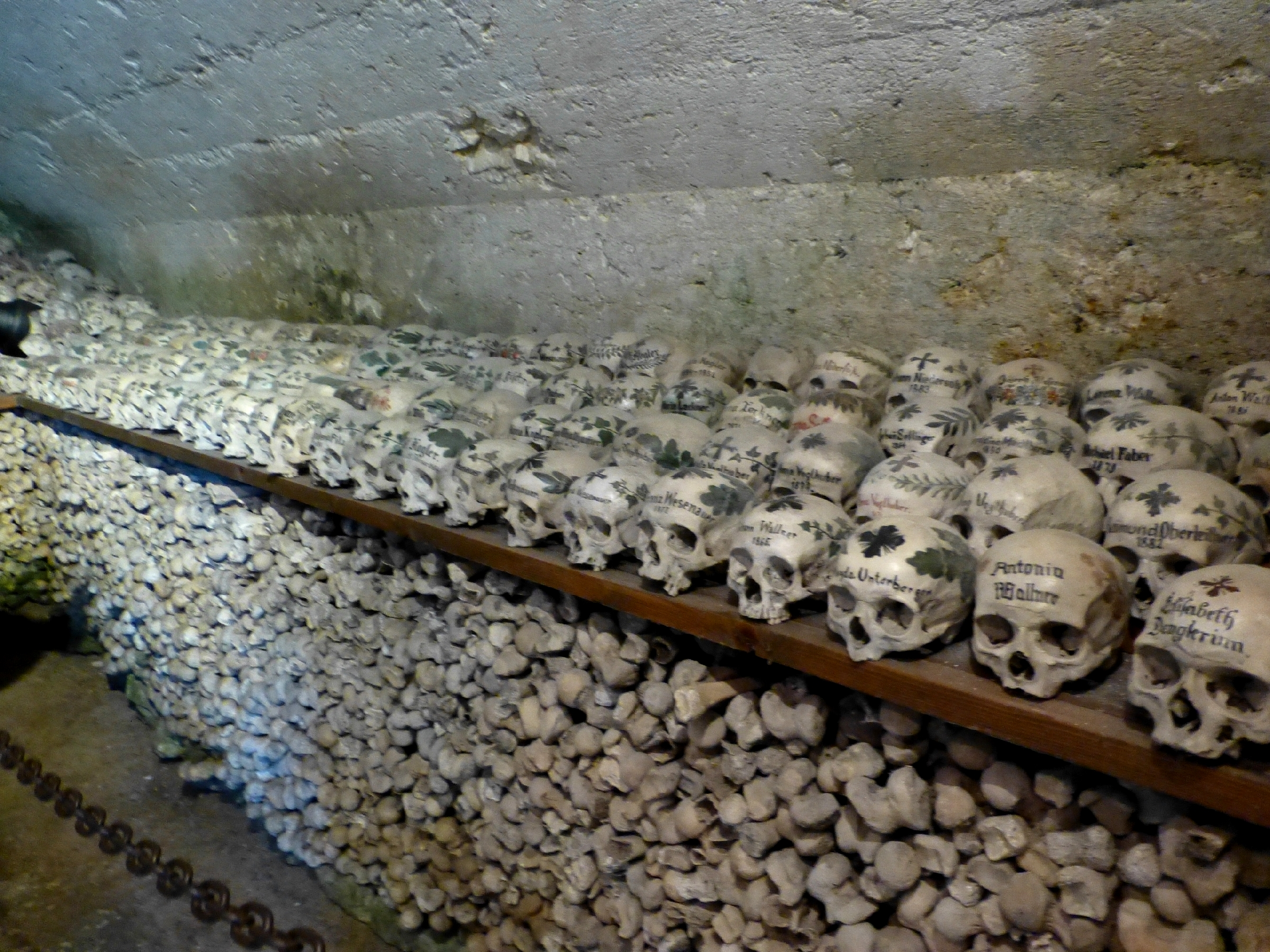
Knekelhuis in Hallstatt

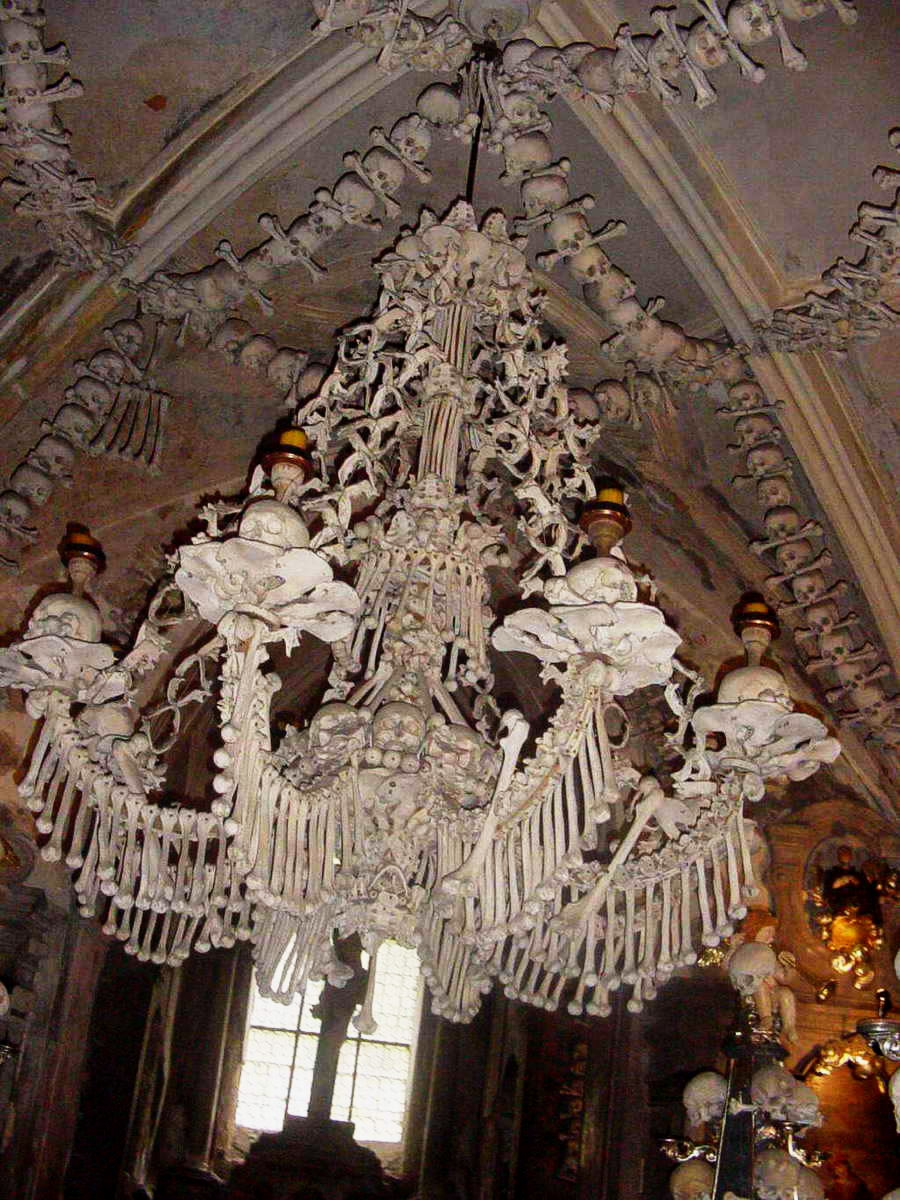
Kandelaar gemaakt van menselijke beenderen in het ossuarium van Sedlec

Een ossuarium of knekelhuis is een gebouw op een begraafplaats of een deel van een kerk, waar beenderen van overledenen worden bewaard (bijvoorbeeld de beenderen die worden gevonden bij het delven of ruimen van graven). Het woord komt van het Latijnse os, dat been betekent. Bekend is het ossuarium van Douaumont, waar de resten liggen van meer dan 130.000 Franse en Duitse soldaten die bij de Slag om Verdun in de Eerste Wereldoorlog zijn omgekomen.
In het ossuarium van Sedlec in de Tsjechische stad Kutná Hora zijn de beenderen van overledenen gebruikt voor het maken van objecten, zoals een kandelaar. In de Portugese Algarve zijn ossuaria te vinden in Alcantarilha en Pechão. Bekend is ook de kapel van de botten in de San Francisco kerk in het Portugese Évora. Ook de martelarenkapel in de Kathedraal van Otranto in de Italiaanse regio Apulië bevat veel botten. Deze botten zijn afkomstig van de bewoners van de stad en omgeving die in 1480 werden afgeslacht door de Turkse bezetters. In de kapel van de kathedraal en de apsis bevinden zich zeven kasten met daarin de onthoofde schedels en botten van deze slachtoffers, later martelaren genoemd.

## Knekelmuur
In Nederland zijn geen knekelhuizen meer aanwezig. Wel zijn knekelmuren gevonden onder de Sint-Baafskathedraal van Gent en de Grote Kerk van Hoorn. Omdat de beenderen enkele eeuwen ouder zijn dan de muren, wordt vermoed dat ze zijn gevonden bij het ruimen van graven.